# North American L-17
Die North American L-17 Navion war ein Verbindungs- und Beobachtungsflugzeug der US-Streitkräfte.

## Übersicht
Die NA-145 „Navion“ war eine Konstruktion von North American Aviation mit der Idee, den zivilen Markt zu bedienen, nachdem radikale Auftragskürzungen nach Ende des Zweiten Weltkrieges stattfanden. Im Jahr 1946 fand der Erstflug statt, und bald folgte ein Auftrag der US-Streitkräfte für 83 L-17As. 1947 wurden die Produktionsrechte an Ryan Aeronautical verkauft, um Kapazitäten für den durch den Kalten Krieg entstehenden Rüstungsaufschwung frei zu bekommen. Im selben Jahr folgten Aufträge für weitere 163 Exemplare, nun mit der Bezeichnung L-17B. Aufgrund des Aussehens und des ursprünglichen Herstellers North American wurde die L-17 auch „Mustang für Arme“ genannt, in Anlehnung an die North American P-51 Mustang.

## Kriegseinsatz
Mit dem Beginn des Koreakrieges wurde die L-17 bis zum Eintreffen der Cessna L-19 für Forward Air Control eingesetzt, da sie mit einem UHF-Funkgerät ausgerüstet war, das mit den USAF-Jagdbombern Kontakt halten konnte. Die Kurzstart- und Landeeigenschaften waren mit den leichten Verbindungsflugzeugen jener Zeit nicht vergleichbar, die Ganzmetall-Tiefdeckerkonstruktion war aber komfortabler und schneller als die „Grasshopper“ aus dem Zweiten Weltkrieg: Sowohl General Douglas MacArthur als auch General Matthew B. Ridgway hatten eine L-17 zu ihrem persönlichen Gebrauch.
L-17 wurden auch von Geleitflugzeugträgern wie der USS Sicily und der USS Badoeng Strait eingesetzt. Nach dem Koreakrieg wurden die L-17 hauptsächlich zur Schulung und bei der Civil Air Patrol eingesetzt.
Einige Muster wurden zu unbemannten Zieldarstellungsdrohnen mit der Bezeichnung QL-17 umgebaut.
1962 wurden die noch im Militärdienst stehenden L-17 in U-18A bzw. U-18B umbenannt.

## Technische Daten

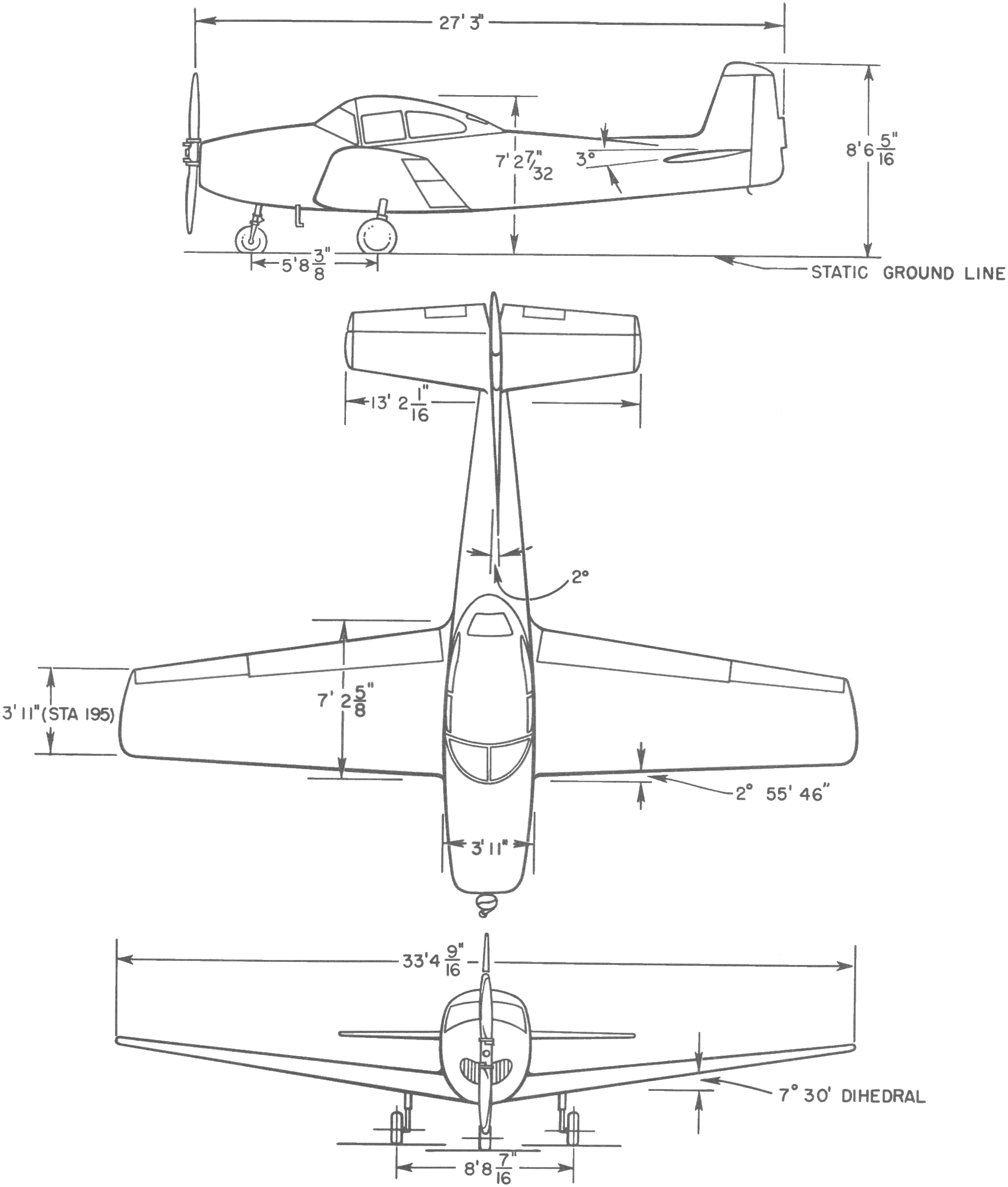
Dreiseitenriss North American L-17

| Kenngröße             | Daten                                                                     |
| --------------------- | ------------------------------------------------------------------------- |
| Besatzung             | ein Pilot und ein Beobachter                                              |
| Länge                 | 7,87 m                                                                    |
| Spannweite            | 10,97 m                                                                   |
| Höhe                  | 2,79 m                                                                    |
| Flügelfläche          | 16,16 m²                                                                  |
| Flügelstreckung       | 7,4                                                                       |
| Leermasse             | 830 kg                                                                    |
| max. Startmasse       | 1202 kg                                                                   |
| Antrieb               | ein Kolbenmotor Continental O-470-2 mit 185 PS (ca. 140 kW) Startleistung |
| Höchstgeschwindigkeit | 262 km/h                                                                  |
| Dienstgipfelhöhe      | 7924 m                                                                    |
| Einsatzradius         | 481 km                                                                    |